# Luchtpost

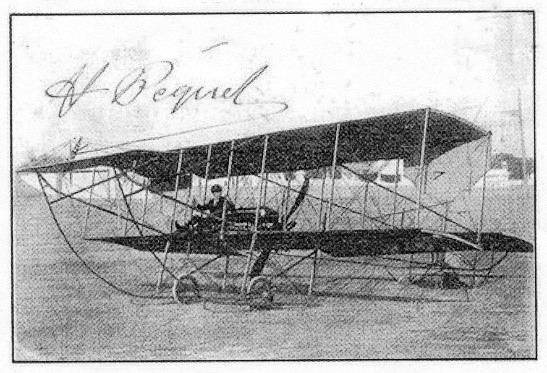
De eerste officiële postvlucht in 1911.

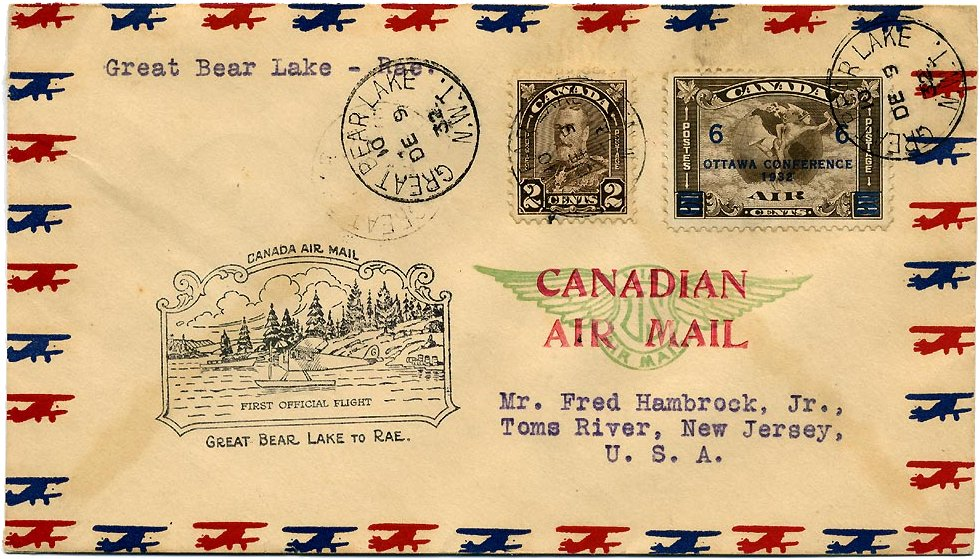
Canadese luchtpost in 1932.

Een internationale sticker voor luchtpost.

Luchtpost is het vervoer van poststukken per luchttransport.
Het vervoer is doorgaans vele malen sneller dan per boot of trein, maar als nadeel zijn er hogere kosten aan verbonden. Luchtpost is soms de enige manier om post op afgelegen plekken of snel op een eiland te krijgen.

## Geschiedenis
Historisch gezien werden postduiven lange tijd ingezet voor enkele brieven of kaarten. De eerste post die met een luchtvaartuig werd vervoerd was op 7 januari 1785. De Fransman Jean Pierre Blanchard en Amerikaan John Jeffries vlogen op die datum met een luchtballon vol post van Dover naar Calais.
Na de uitvinding van de Wright Flyer, een gemotoriseerd vliegtuig dat zijn eerste vlucht maakte op 17 december 1903, was er interesse om het ook te gebruiken voor luchttransport. Een onofficiële vlucht werd door de Amerikaan Fred Wiseman op 17 februari 1911 uitgevoerd. De eerste officiële vlucht volgde een dag later tijdens een tentoonstelling in Brits-Indië door piloot Henri Pequet. Er werden 6500 brieven over een afstand van 13 kilometer vervoerd, tussen Allahabad en Naini. Het vliegtuig was een Humber-Sommer en maakte de reis in dertien minuten.